# Al Jahra Sporting Club
Pour les articles homonymes, voir Al Jahra (homonymie).
Maillots
Actualités
Le Al Jahra Sporting Club (en arabe : نادي الجهراء الرياضي), plus couramment abrégé en Al Jahra, est un club koweïtien de football fondé en 1966 et basé dans la ville d'Al Jahra.
Le français Kamel Djabour est l'entraineur depuis 2018.

## Palmarès
| \| - Championnat du Koweït (1) : - Champion : 1990. - Coupe du Koweït : - Finaliste : 1996, 2002 et 2013. \| \| - Championnat du Koweït D2 (2) : - Vainqueur : 1987-88 et 2002-03. \| |  |                                                                    |
| - Championnat du Koweït (1) : - Champion : 1990. - Coupe du Koweït : - Finaliste : 1996, 2002 et 2013.                                                                                |  | - Championnat du Koweït D2 (2) : - Vainqueur : 1987-88 et 2002-03. |

## Personnalités du club

### Présidents du club
- D'Ham Al Shammari

### Entraîneurs du club
| - Antal Szentmihályi (1984 - 1986) - Allan Jones (1986 - 1987) - Saleh Zakaria (1990) - Jefico (1993 - 1994) - Abdulqader Al Ejayan (1994) - Volla (1995 - 1996) - Karim Salman (1996) - Diethelm Ferner (1997 1998) |  | - Alexandru Moldovan (1998 - 1999) - Karim Salman (1999) - Karim Salman (2000 - 2001) - Jawad Maqsid (2001) - Abdulqader Al Ejayan (2001 - 2003) - Grigore Sichitiu (2003 - 2004) - Florin Motroc (2004) - Aurel Țicleanu (2006 - 2007) |  | - Ghlafis Al Ajmi (2007) - Alexander Klebar (2007 - 2008) - Marian Mihail (2008 - 2009) - Saleh Al Asfor (2009) - Zijad Švrakić (2009 - 2010) - Ginés de Silva (2010 - ?) - Skënder Gega (2015 - ?) - Kamel Djabour (2018 - ) - Sandi Sejdinovski (2021 - ) |